# Konstantin Pobedonostsev
Konstantin Petrovich Pobedonóstsev (em russo: Константин Петрович Победоносцев) (Moscou, 2 de junho de 1827 – São Petersburgo, 23 de março de 1907) foi um jurista, político e pensador russo. Geralmente considerado como o principal representante do conservadorismo russo, além de autoridade laica da Igreja Ortodoxa, foi eminente pardi da política imperal de seu discípulo Alexandre III da Rússia, e influenciou fortemente seu filho, Nicolau II da Rússia.